# Eacles

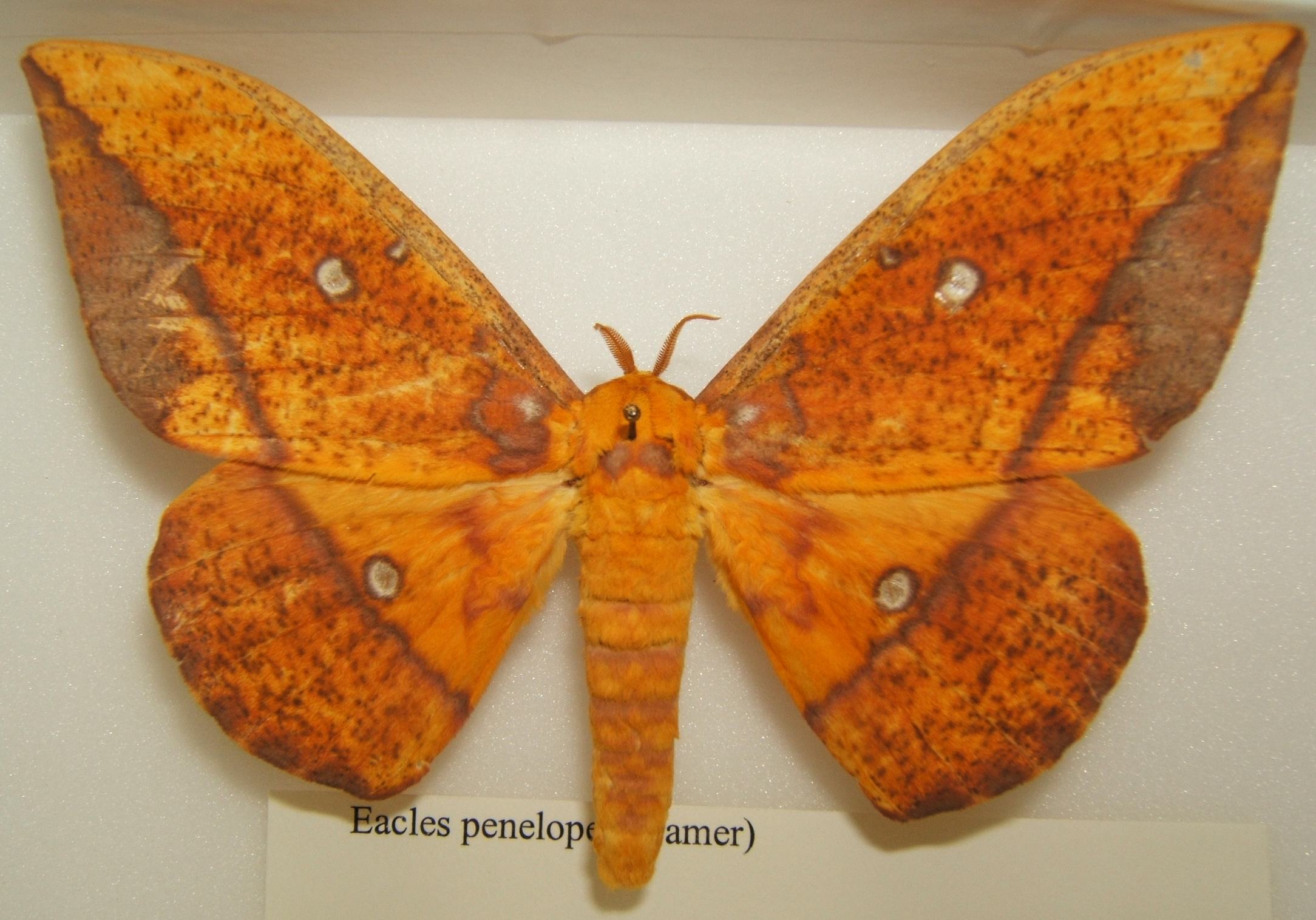
Präparat von Eacles penelope, ♂

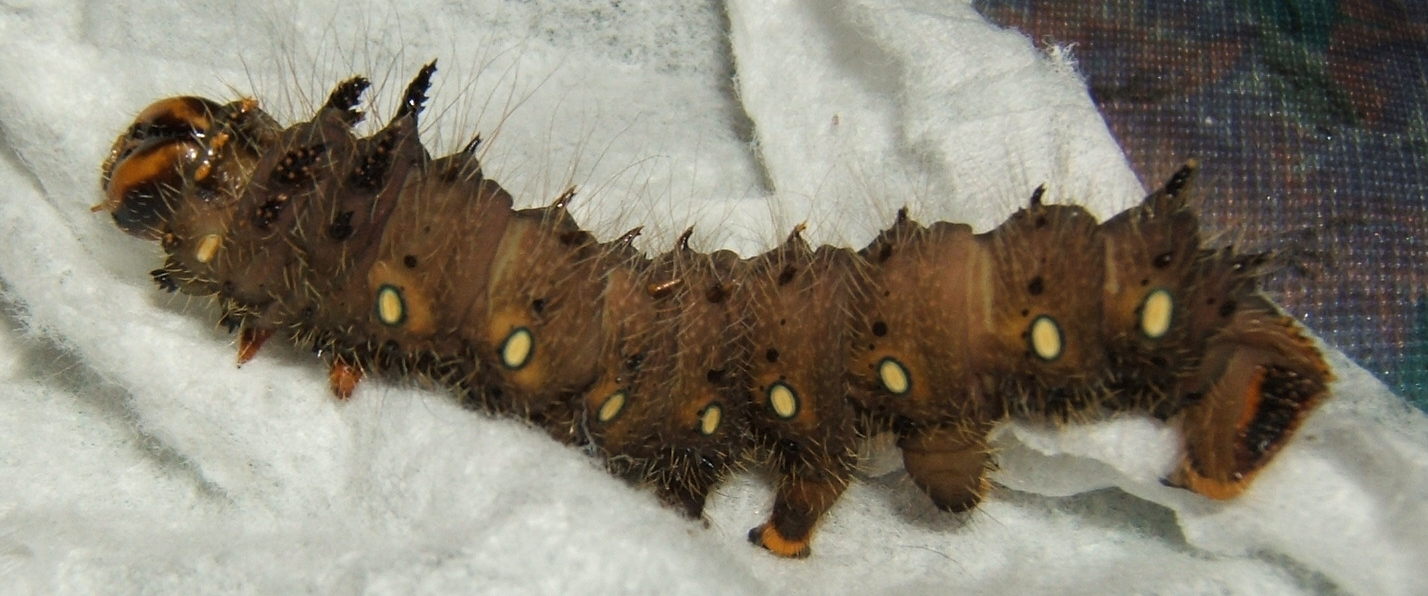
Raupe von Eacles imperialis im fünften Stadium

Eacles ist eine Gattung der Schmetterlinge aus der Familie der Pfauenspinner (Saturniidae). Es sind mindestens 25 Arten bekannt.

## Merkmale
Die Falter sind verhältnismäßig groß und haben einen kräftigen Körper. Mehrere Arten der Gattung zählen zu den größten Pfauenspinnern der Welt. So erreicht Eacles penelope eine Spannweite von 185 Millimeter. Der Körper der Tiere ist überwiegend gelb oder braun gefärbt. Alle Arten haben Diskalflecke auf beiden Flügelpaaren. Es gibt eine Reihe von Arten, bei denen Sexualdimorphismus auftritt, der jedoch unterschiedlich stark ausgeprägt ist. Es gibt auch innerhalb mancher Arten mehr oder weniger große Unterschiede in der Färbung. Die Flügel sind breiter als die der Gattung Citheronia, wobei dies insbesondere auf die Männchen zutrifft. Die Fühler der Männchen sind doppelt gefiedert, wobei die Spitze fadenförmig ist. Bei den Weibchen sind sie einfach und bewimpert.
Anfangs sind die Fortsätze (Scoli) am Rücken der bisher bekannten Raupen im Verhältnis sehr lang. Später werden sie kürzer und breiter. Charakteristischstes Merkmal der Gattung sind die langen, feinen Sekundärborsten die im letzten Raupenstadium den ganzen Körper bedecken. Die Puppe ist stachelig und hat einen ziemlich langen Kremaster.

## Vorkommen und Lebensweise
Die Verbreitung erstreckt sich vom Süden Kanadas bis in den Norden Argentiniens. Das Hauptverbreitungsgebiet der Gattung ist aber die Neotropis. Die Gattung gehört zu den am weitest verbreitetsten Gattungen der Pfauenspinner der beiden Amerikas. In Nordamerika treten nur zwei Arten, Eacles imperialis und  Eacles oslari auf, wobei Letztere möglicherweise eine Unterart von Ersterer ist.
Die Raupen durchleben fünf Stadien. Sie überwintern als Puppe in einer Kammer im Erdboden.

## Arten
Die Gattung wird von Brechlin in die imperialis und die ormondei-Artengruppe unterteilt:
ormondei-Artengruppe:
- Eacles cuscoensis Brechlin & Meister, 2009[3]
- Eacles eccolombiana Brechlin, 2022[1]
- Eacles janzeni Brechlin & Meister, 2011[4]
- Eacles niepelti Draudt, 1930
- Eacles ormondei Schaus, 1889
- Eacles peruviana Bouvier, 1927
- Eacles vanschaycki Brechlin & Meister, 2011[4]
- Eacles violacea Lemaire, 1975
  - Eacles violacea viocolombiana Brechlin, 2022[1]

imperialis-Artengruppe:
- Eacles anchicayensis Lemaire, 1971
- Eacles approximans Bouvier, 1923
- Eacles barragani Brechlin & Käch, 2015[5]
- Eacles canaima Feige, 1971
- Eacles decoris Rothschild, 1907
- Eacles hallwachsae Brechlin & Meister, 2011[4]
- Eacles impandensis Brechlin, 2022[1]
- Eacles imperialis (DRURY, 1773)
- Eacles magnifica Walker, 1855
- Eacles opaca (Burmeister, 1878)
- Eacles oslari Rothschild, 1907
- Eacles pini Michener, 1950
- Eacles piurensis Brechlin & Meister, 2011[4]
- Eacles quintanensis Leimaire, 1971
- Eacles siriae Brechlin & van Schayck[1]
- Eacles tucumana Rothschild, 1907
- Eacles typica Schüssler, 1936

## Belege